# Хюитфельд, Маргарета

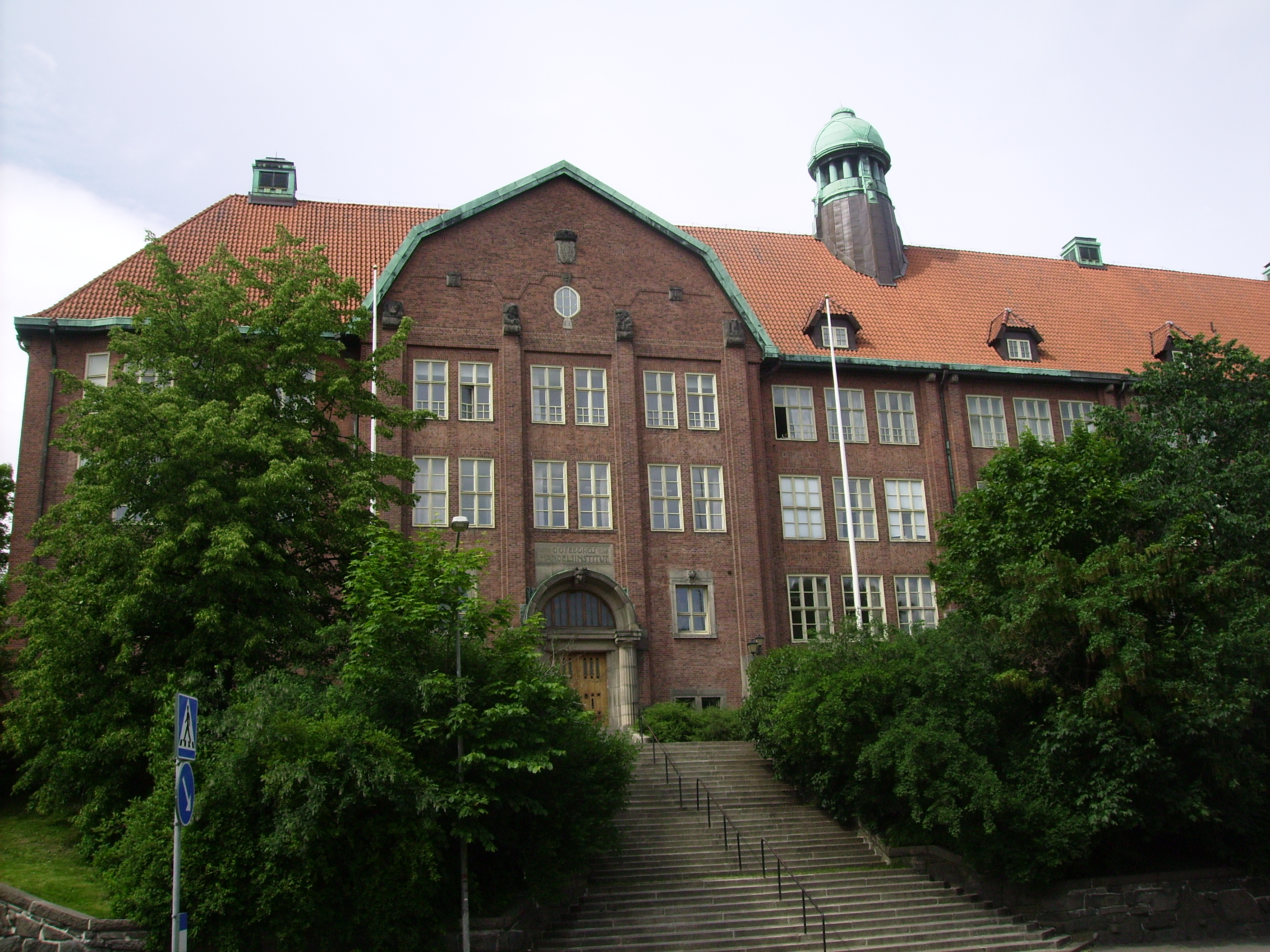
Хюитфельдская гимназия (Hvitfeldtska gymnasiet)

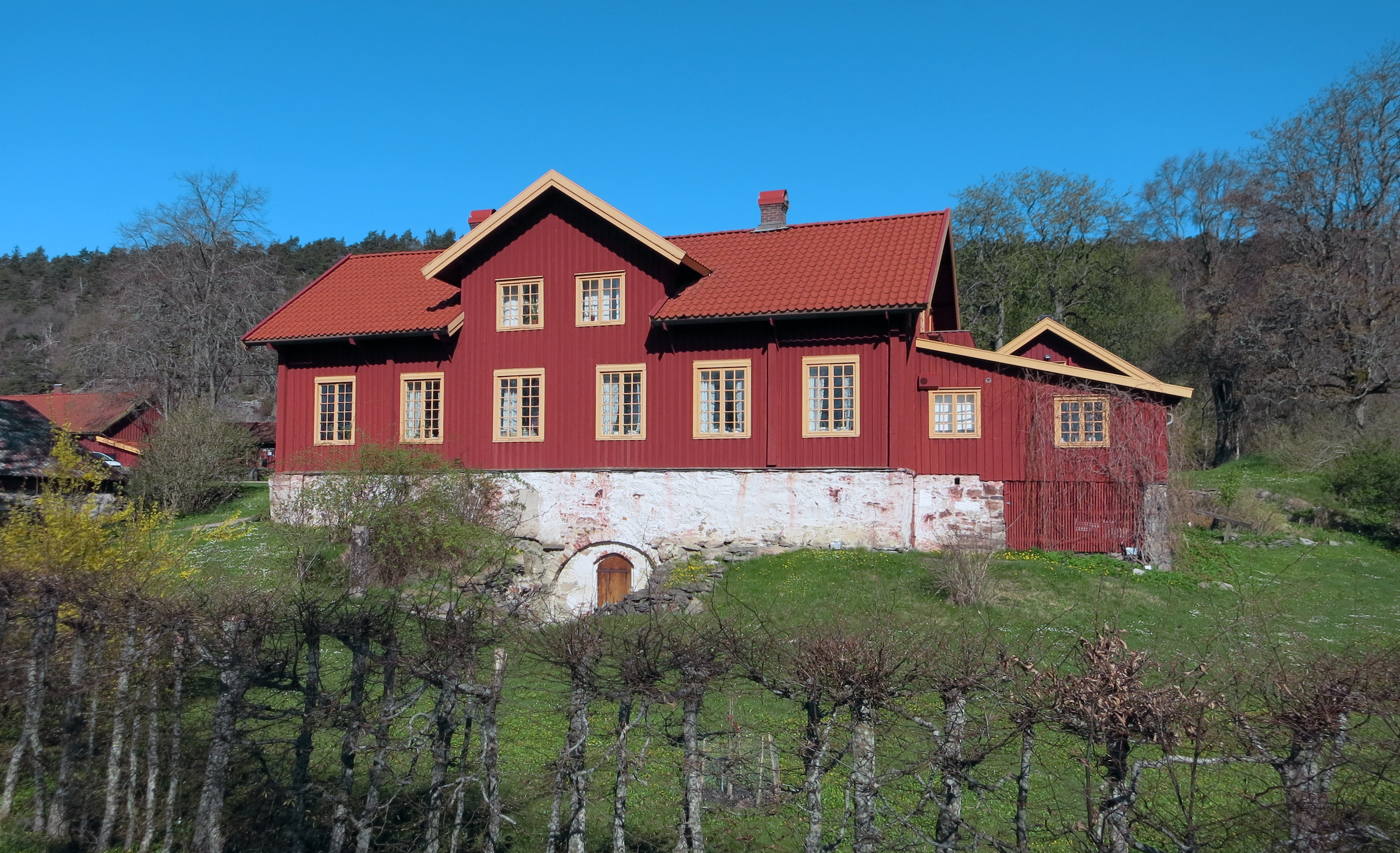
Усадьба в Сундсбю

Маргарета Хюитфельд (норв. Margareta Huitfeldt; 5 ноября 1608 — 16 ноября 1683) —
норвежско-шведская дворянка, владелица поместья и меценатка. Она была главным меценатом Хюитфельдской гимназии в Гётеборге (Швеция).

## Биография
Маргарета Хюитфельд родилась на ферме Шельбред, относившейся к приходу Фискум в округе Эйкер (Бускеруд, Норвегия). Она была единственным ребёнком в семье датского дворянина Хартвига Андерсена Хюитфельда (1582—1637)и норвежской дворянки Бенте Йонсдоттер Скак (ок. 1594—1622). В 1635 году она вышла замуж за датского дворянина Томаса Иверсена Дюре (1605—1651). Из их троих детей только их сын Ивер Дюре (1644—1663) не умер в младенчестве.
Маргарета стала одним из крупнейших землевладельцев Скандинавии, будучи наследницей своих родителей и супруга. Большинство её владений располагалось в Бохуслене, в то время норвежской провинции. К важнейшим из них относились Шельбред в Эйкере и её резиденция в Сундсбю (Sundsby säteri) в Бохуслене. Сундсбю расположен на острове Мьёрн в приходе Валла в Богуслене. Она унаследовала это поместье в 1625 году после смерти своего родственника, норвежского канцлера Андерса Лауритссона Грина (ок. 1550—1614). Маргарета вместе с мужем ещё больше расширили его за счёт покупки соседнего имущества и возвели обширный усадебный комплекс. Со временем её владения стали включать в себя земли в приходе Ски в Фискебе-Флораскиле, в Оби и на Хисингене, а также значительную часть острова Чёрн.

## Признание
Её муж Томас Дюре умер в 1651 году, а последний из оставшихся в живых сын Ивер Дюре — в 1663 году. Маргарета Хюитфельд скончалась в 1683 году и была похоронена в церкви Валла. После смерти своего сына она сделала значительное пожертвование, обеспечившее оплату обучения студентов из Бохуслена. После её собственной смерти её поместье было передано под защиту шведской короны. Её завещание включало в себя передачу средств и для церкви Валлы. Оно также предусматривало, чтобы большая часть её имущества была передана в дар Гётеборгской гимназии в Гётеборге, которая была основана королевой Швеции Кристиной ещё в 1647 году. Позднее это учебное заведение было переименовано в Хюитфельдскую гимназию в её честь.

## Дополнительные источники
- Beata Losman (1984) Margareta Huitfeldt. En biografi (Göteborg: Kungl och Hvitfeldtska Stipendieinrättningen) ISBN 91-970451-1-X